# Pink Flag
Pink Flag je první studiové album anglické rockové skupiny Wire. Vydalo jej v prosinci roku 1977 hudební vydavatelství Harvest Records. Nahráno bylo během září a října 1977 ve studiu Advision Studios a jeho producentem byl Mike Thorne. Albu se dostalo dobrému přijetí od kritiky. Časopis Rolling Stone jej roku 2003 zařadil na 412. místo žebříčku pětiset nejlepších alb všech dob, magazín NME na 378. příčku stejného žebříčku.

## Seznam skladeb
| Pořadí | Název                     | Délka |
| ------ | ------------------------- | ----- |
| 1.     | Reuters                   | 3:03  |
| 2.     | Field Day for the Sundays | 0:28  |
| 3.     | Three Girl Rhumba         | 1:23  |
| 4.     | Ex Lion Tamer             | 2:19  |
| 5.     | Lowdown                   | 2:26  |
| 6.     | Start to Move             | 1:13  |
| 7.     | Brazil                    | 0:41  |
| 8.     | It's So Obvious           | 0:53  |
| 9.     | Surgeon's Girl            | 1:17  |
| 10.    | Pink Flag                 | 3:47  |
| 11.    | The Commercial            | 0:49  |
| 12.    | Straight Line             | 0:44  |
| 13.    | 106 Beats That            | 1:12  |
| 14.    | Mr. Suit                  | 1:25  |
| 15.    | Strange                   | 3:58  |
| 16.    | Fragile                   | 1:18  |
| 17.    | Mannequin                 | 2:37  |
| 18.    | Different to Me           | 0:43  |
| 19.    | Champs                    | 1:46  |
| 20.    | Feeling Called Love       | 1:22  |
| 21.    | 12 X U                    | 1:55  |

## Obsazení
Wire
- Colin Newman – zpěv, kytara
- Bruce Gilbert – kytara
- Graham Lewis – baskytara
- Robert Gotobed – bicí

Ostatní hudebníci
- Kate Lukas – flétna
- Dave Oberlé – doprovodné vokály